# Abrothrix illuteus
El ratón grande (Abrothrix illuteus) es una especie de roedor del género Abrothrix de la familia Cricetidae. Habita en el noroeste del  Cono Sur de Sudamérica.

## Taxonomía
Esta especie fue descrita originalmente en el año 1925 por el zoólogo británico Oldfield Thomas.
Localidad tipo
La localidad tipo referida es: “sierra del Aconquija (entre 3000 y 4000 msnm), Tucumán, Argentina”.

## Distribución geográfica y hábitat
Este roedor es endémico del noroeste de la Argentina, en las provincias de: Jujuy, Salta, Tucumán y Catamarca.
Fue registrada en bosques de pino del cerro, piso superior de las selvas de las yungas.

## Conservación
Según la organización internacional dedicada a la conservación de los recursos naturales Unión Internacional para la Conservación de la Naturaleza (IUCN), al tener una distribución poco extendida, sufrir algunas amenazas y vivir en pocas áreas protegidas, la clasificó como una especie “casi amenazada” en su obra: Lista Roja de Especies Amenazadas.